# San Angelo, Texas
San Angelo este o municipalitate, un oraș și sediul comitatului Tom Green din statul Texas, Statele Unite ale Americii. Orașul se află la altitudinea de 562 m, se întinde pe o suprafață de 150,9 km2, din care 144,8 km2 este uscat. În anul 2009 avea o populație de 92.147 locuitori.